# اس‌ام یوبی-۱۰۳
اس‌ام یوبی-۱۰۳ (به انگلیسی: SM UB-103) یک زیردریایی است که طول آن ۵۵٫۳ متر (۱۸۱ فوت) می‌باشد. این زیردریایی در سال ۱۹۱۷ ساخته شد.